# الجديدة (سوريا)
قرية الجديدة قرية سورية تتبع القرداحة في محافظة اللاذقية، هي قرية جميلة مليئة بالخيرات في منطقة جبلية بديعة حيث الطبيعة تتلون بالبساط الأخضر.
السكان  يبلغ عدد سكانها قرابة 5000 نسمة، يعملون معظم سكانها بالزراعة والتجارة وكذلك عدد منهم يعملون بوظائف عامة وخدمات  .
قرية جديدة الحمر هيا القرداحه الثانية 
قريه تتمتع سكانه بالزراعة وتربيه الاغنام والتجارة